# 灰毛糖芥
灰毛糖芥（学名：Erysimum diffusum）为十字花科糖芥属下的一个种。

## 扩展阅读
- 維基物種上的相關：灰毛糖芥